# Cadeadoius niger
Cadeadoius niger is een hooiwagen uit de familie Gonyleptidae. De wetenschappelijke naam van Cadeadoius niger gaat terug op Mello-Leitão.